# Richard Stearman
Richard James Michael Stearman (* 19. August 1987 in Wolverhampton) ist ein englischer Fußballspieler, der seit 2023 bei Solihull Moors unter Vertrag steht.

## Sportlicher Werdegang
Richard Stearman wurde zwar in Wolverhampton geboren, wuchs aber in der Grafschaft Leicestershire auf. In einem Spiel für den kleinen Klub Harborough Town fiel er den Talentscouts von Leicester City auf, die ihn davon überzeugten, sich der vereinseigenen Akademie anzuschließen. Dort wurde er als Verteidiger ausgebildet und zeigte dabei besondere Stärken auf den Positionen des Innen- und rechten Außenverteidigers. Er erhielt nach Ablauf der Saison 2003/04 die klubinterne Auszeichnung zum besten „Jungspieler des Jahres“ und unterschrieb noch im selben Jahr 2004 bei den „Füchsen“ seinen ersten Profivertrag.
Im Alter von 17 Jahren absolvierte Stearman am 30. Oktober 2004 beim torlosen Remis gegen Cardiff City sein erstes Zweitligaspiel und beendete die Saison 2004/05 mit insgesamt acht Einsätzen. Ein Jahr später war er bereits Stammspieler und erhielt ein ernsthaftes Angebot aus der Premier League in Gestalt des AFC Sunderland, das der damalige Trainer Rob Kelly jedoch mit der Aussage ablehnte, dass er nicht gewillt sei, Perspektivspieler abzugeben. Bis 2008 blieb das Talent in Leicester und gewann zum Ende die Auszeichnung zum besten Klubprofi der abgelaufenen Spielzeit in gleich zwei Kategorien. Dessen ungeachtet musste er mit Leicester City den Abstieg in die drittklassige Football League One hinnehmen.
Da sich Stearman mittlerweile zu einem national beachteten Talent entwickelt hatte, konnte er von dem Drittligisten nicht mehr gehalten werden und so wechselte er am 25. Juni 2008 zum ehemaligen Zweitligakonkurrenten Wolverhampton Wanderers, wo er einen Vierjahresvertrag unterzeichnete. Er feierte am 9. August 2008 anlässlich des ersten Spieltags seinen Einstand beim 2:2-Remis gegen Plymouth Argyle und bildete gegen Ende des Jahres 2008 mit dem vom FC Chelsea ausgeliehen Michael Mancienne ein effektives Abwehrduo, das auch in der englischen U-21-Nationalmannschaft zum Zuge kam. Als der Aufstiegskampf in die entscheidende Phase ging, ließ ihn Trainer Mick McCarthy aufgrund einer Formschwäche öfter auf der Ersatzbank und vertraute dem erfahreneren Jody Craddock. Am 3. Mai 2009 erzielte er in der Nachspielzeit den entscheidenden Treffer zum 1:0-Sieg gegen die Doncaster Rovers, der gleichzeitig Stearmans erstes Tor für die „Wolves“ war.
Am 6. August 2021 unterschrieb Stearman einen Einjahresvertrag beim Zweitligisten Derby County. Am Ende der Spielzeit stieg der 34-Jährige mit seiner neuen Mannschaft als Tabellenvorletzter aus der EFL Championship 2021/22 ab.
Im Sommer 2023 wechselte er zu Solihull Moors in die National League.

## Nationalmannschaft
Nachdem Stearman bereits für die U-17- und U-18-Auswahl Englands aktiv gewesen war, erhielt er im November 2007 seine erste Nominierung für die U-21-Nationalmannschaft. Er kam dort jedoch zunächst nicht zum Einsatz, was sich auch bei seiner nächsten Nominierung anlässlich des Qualifikationsspiels zur U-21-Europameisterschaft 2009 gegen den portugiesischen Nachwuchs im September 2008 wie auch einen Monat später gegen Wales wiederholte. Sein Debüt folgte letztlich beim 2:0-Freundschaftsspielsieg gegen Tschechien. Trainer Stuart Pearce nominierte ihn dazu für die U-21-Europameisterschaft in Schweden, wo er jedoch nur im für England verhältnismäßig unwichtigen letzten Gruppenspiel gegen Deutschland in einer „B-Mannschaft“ sein einziges Endrundenspiel absolvierte.